# Lacmellea microcarpa
Lacmellea microcarpa är en oleanderväxtart som först beskrevs av Müll. Arg., och fick sitt nu gällande namn av Markgraf. Lacmellea microcarpa ingår i släktet Lacmellea och familjen oleanderväxter. Inga underarter finns listade i Catalogue of Life.